# Radioaficionat

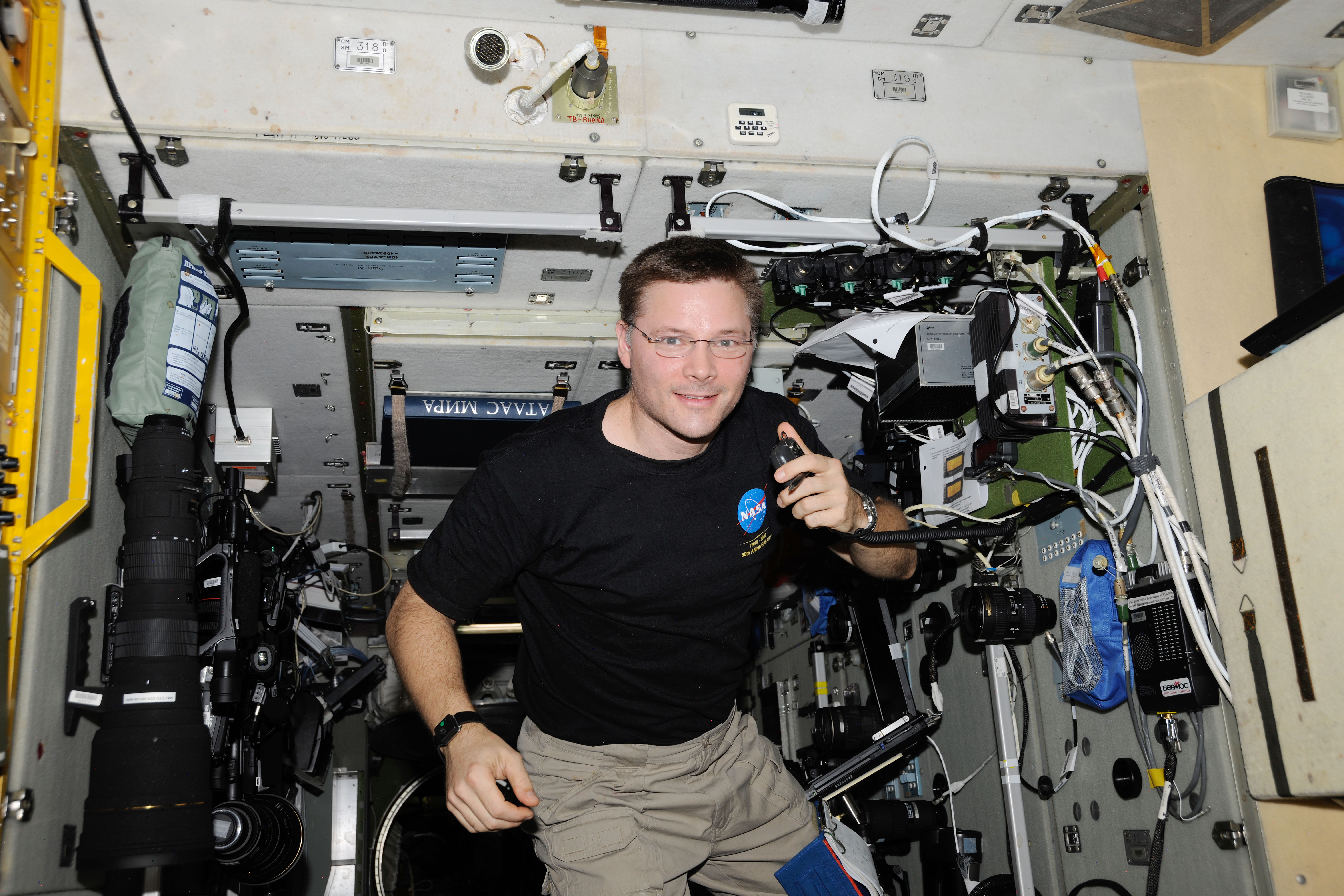
L'astronauta de la NASA, el coronel Doug Wheelock, KF5BOC, enginyer de vol de l'Expedició 24, opera l'estació de radioaficionat NA1SS al mòdul de servei Zvezda de l'Estació Espacial Internacional. L'equip és un transceptor Kenwood TM-D700E.

Un radioaficionat és algú que utilitza l'equip d'una estació de radioafició per participar en comunicacions personals bidireccionals amb altres operadors d'aficionats a les freqüències de ràdio assignades al servei de ràdio aficionat. Els operadors de ràdio aficionats han rebut una llicència de ràdio aficionats per una autoritat reguladora governamental després d'aprovar un examen sobre la normativa aplicable, l'electrònica, la teoria de la ràdio i el funcionament de la ràdio. Com a component de la seva llicència, als operadors de ràdio aficionats se'ls assigna un senyal de trucada que utilitzen per identificar-se durant la comunicació. Uns tres milions d'operadors de radioaficionats estan actualment actius a tot el món.
Els radioaficionats també són coneguts com a OM's (Old Man). El terme "OM" com a sobrenom per als operadors de ràdio aficionats es va originar en un ús per part d'operadors de comunitats de ràdio comercials i professionals, i data de la telegrafia per cable.

## Demografia
| Country         | Number of amateur radio operators | % population | Year of Report | Source        |
| --------------- | --------------------------------- | ------------ | -------------- | ------------- |
| Estats Units    | 748,519                           | 0.223        | 2024           | [ 4 ]         |
| Japó            | 381,899                           | 0.304        | 2021           | [ 5 ]         |
| Tailàndia       | 101,763                           | 0.147        | 2018           | [ 6 ]         |
| R.P. de la Xina | 240,000                           | 0.017        | 2024           | [ 7 ]         |
| Alemanya        | 63,070                            | 0.073        | 2019           | [ 8 ]         |
| Canadà          | 70,198                            | 0.187        | 2018           | [ 9 ]         |
| Espanya         | 58,700                            | 0.127        | 1999           | [ 6 ]         |
| Regne Unit      | 75,660                            | 0.114        | 2018           | [ 10 ]        |
| Corea del Sud   | 42,632                            | 0.082        | 2012           | [ 11 ]        |
| Rússia          | 38,000                            | 0.026        | 1993           | [ 6 ]         |
| Brasil          | 32,053                            | 0.016        | 1997           | [ 6 ]         |
| Turquia         | 32,000                            | 0.037        | 2023           | [ 12 ]        |
| Itàlia          | 30,000                            | 0.049        | 1993           | [ 6 ]         |
| Indonèsia       | 27,815                            | 0.011        | 1997           | [ 6 ]         |
| França          | 13,500                            | 0.019        | 2022           |               |
| Ucraïna         | 17,265                            | 0.037        | 2000           | [ 6 ]         |
| Argentina       | 16,889                            | 0.042        | 1999           | [ 6 ]         |
| Polònia         | 15,805                            | 0.041        | 2024           | [ 13 ]        |
| Austràlia       | 15,448                            | 0.060        | 2023           | [ 14 ]        |
| Índia           | 15,679                            | 0.001        | 2000           | [ 6 ]         |
| Suècia          | 12,790                            | 0.113        | 2023           |               |
| Països Baixos   | 12,582                            | 0.07         | 2018           | [ 15 ]        |
| Malàisia        | 11,273                            | 0.03         | 2023           | [ 6 ]         |
| Dinamarca       | 9,079                             | 0.152        | 2022           | [ 16 ]        |
| Eslovènia       | 6,500                             | 0.317        | 2000           | [ 6 ]         |
| Àustria         | 6,930                             | 0.077        | 2022           | [ 17 ]        |
| Nova Zelanda    | 6,000                             | 0.12         | 1994           | [ 6 ]         |
| Sud-àfrica      | 6,000                             | 0.012        | 1994           | [ 6 ]         |
| Noruega         | 6,818                             | 0.125        | 2022           |               |
| Txèquia         | 5,332                             | 0.05         | 2023           | [ 18 ]        |
| Portugal        | 5,116                             | 0.051        | 2023           |               |
| Finlàndia       | 5,000                             | 0.090        | 2016           | [ 19 ]        |
| Sèrbia          | 3,962                             | 0.056        | 2020           | [ 20 ]        |
| Romania         | 3,527                             | 0.018        | 2017           | [ 21 ]        |
| Hongria         | 3,234                             | 0.033        | 2023           | [ 22 ]        |
| Irlanda         | 1,945                             | 0.039        | 2020           | [ 23 ] [ 24 ] |
| Eslovàquia      | 1,745                             | 0.032        | 2023           | [ 25 ]        |
| Estònia         | 700                               | 0.052        | 2020           |               |

Pocs governs mantenen estadístiques demogràfiques detallades de la seva població d'operadors de ràdio aficionats, a part de registrar el nombre total d'operadors amb llicència. La majoria dels operadors de ràdio aficionats a tot el món resideixen als Estats Units, el Japó i les nacions de l'Àsia oriental, Amèrica del Nord i Europa. Els cinc primers països per percentatge de població són Eslovènia, Japó, Estats Units, Canadà i Dinamarca. Actualment, només els governs del Iemen i Corea del Nord prohibeixen als seus ciutadans convertir-se en operadors de ràdio amateur. Tot i que no està prohibit oficialment, també és impossible obtenir una llicència a Eritrea, i no hi ha operadors amb llicència a Eritrea. També hi ha molt pocs o cap operadors a Turkmenistan i Myanmar. En altres països, l'adquisició d'una llicència de ràdio aficionat és difícil a causa dels processos burocràtics o de les taxes que posen l'accés a una llicència fora de l'abast de la majoria dels ciutadans. La majoria de les nacions permeten als estrangers obtenir una llicència de ràdio aficionat, però molt pocs operadors de ràdio aficionats tenen llicència en diversos països.

### Sexe dels operadors
A la gran majoria dels països, la població d'operadors de ràdio aficionats és predominantment masculina. A la Xina, el 12% dels radioaficionats són dones, mentre que aproximadament el 15% dels radioaficionats als Estats Units són dones. La Young Ladies Radio League és una organització internacional de dones operadores de ràdio amateur.
Un operador de ràdio aficionat masculí es pot denominar OM, una abreviatura utilitzada en la telegrafia en codi Morse per a "home vell", independentment de l'edat de l'operador. Una sola operadora de ràdio aficionada femenina es pot denominar YL, a partir de l'abreviatura que s'utilitza per a "dama", independentment de l'edat de l'operador. Una dona casada amb llicència de vegades es coneix com a XYL. El terme "XYL" també significa sovint l'esposa d'un operador aficionat amb llicència, tant si ella mateixa té llicència com si no.

### Edat
La desfavorable distribució per edats ha provocat una disminució lenta del nombre d'operadors aficionats a la majoria dels països industrialitzats a causa del desgast, però als països que no apliquen taxes anuals de llicència, els efectes no es noten immediatament. S'ha estimat a partir de les estadístiques alemanyes, que es consideren les més fiables, que la disminució neta actualment és de l'ordre de l'1 a l'1,5% anual.
Algunes societats nacionals de ràdio han respost a l'envelliment de la població de radioaficionats desenvolupant programes específicament per fomentar la participació dels joves en la ràdio amateur, com ara el programa d'educació i tecnologia de ràdio amateur de la American Radio Relay League. L'organització World Wide Young Contesters promou la participació dels joves, especialment entre els europeus, en concursos de ràdio competitius. També hi ha un fort lligam entre la comunitat de radioaficionats i el moviment escolta per introduir la tecnologia de ràdio als joves. El Jamboree On The Air anual de WOSM és l'activitat més gran de l'escoltisme, amb mig milió d'escoltes i guies parlant entre ells mitjançant la ràdio amateur cada octubre.

## Facsímil
Un dels camps dels radioaficionats és la transmissió radioelèctrica de facsímils, i com en els altres camps, amb un objectiu purament personal i sense interès pecuniari. Concretament un dels sistemes que es fa servir és el Hellschreiber, que en l'era de la postguerra, es va fer molt popular en els serveis de notícies,  i es va utilitzar en aquest entorn fins ben entrada la dècada de 1980. Avui dia, el Hellschreiber és utilitzat com a mitjà de comunicació pels operadors de ràdio aficionats mitjançant ordinadors i targetes de so; mitjançant el protocol de dades Hellschreiber, Feld-Hell o simplement Hell.

## Silent Key
Quan es refereix a una persona, la frase Silent Key, i la seva abreviatura SK, és un eufemisme per a un radioaficionat que ha mort. El senyal de procediment " SK " (o " VA ") s'ha utilitzat històricament en codi Morse com l'últim senyal enviat des d'una estació abans de finalitzar l'operació, generalment just abans d'apagar el transmissor.

## Galeria

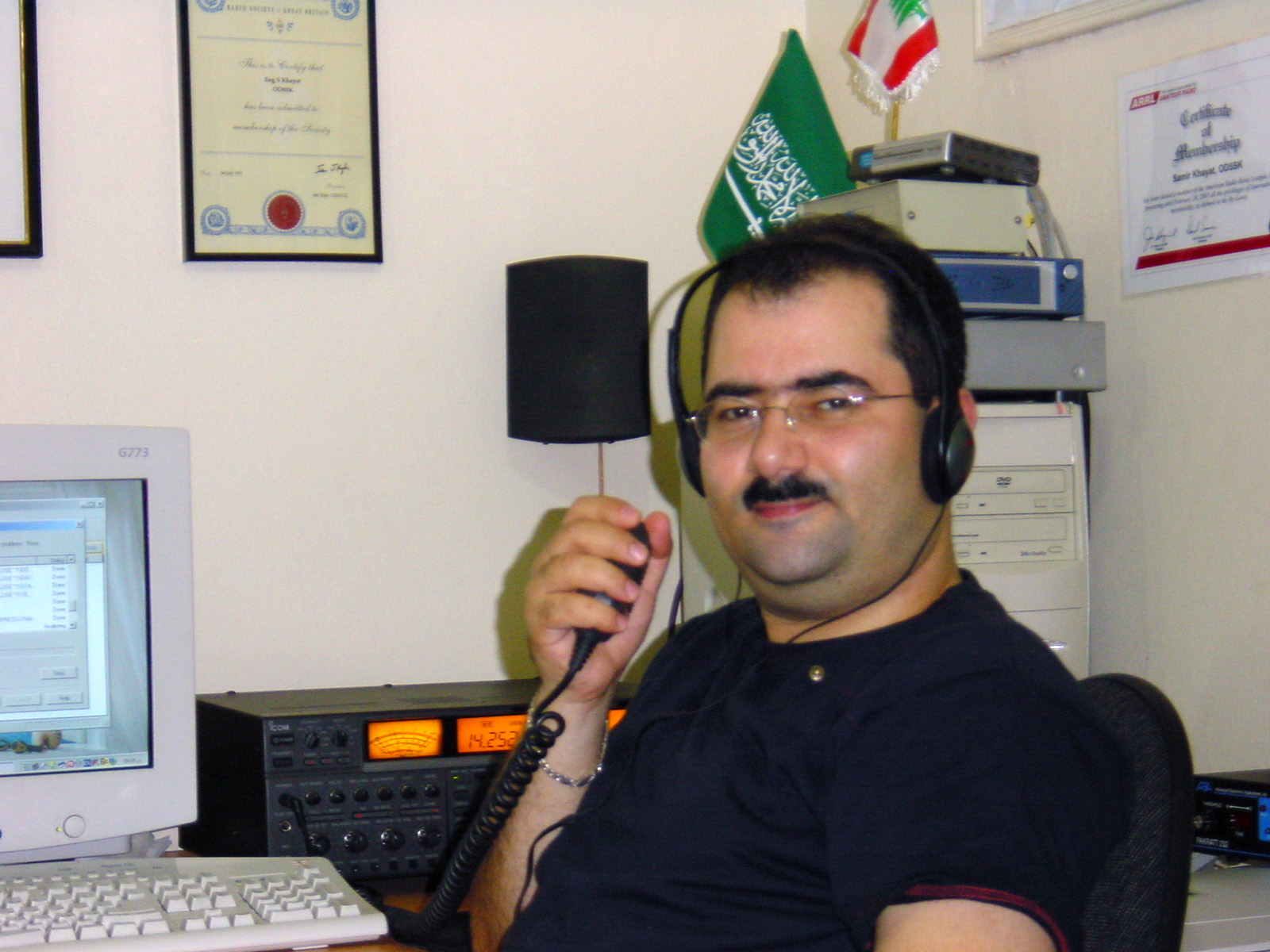
Un operador treballant en HF
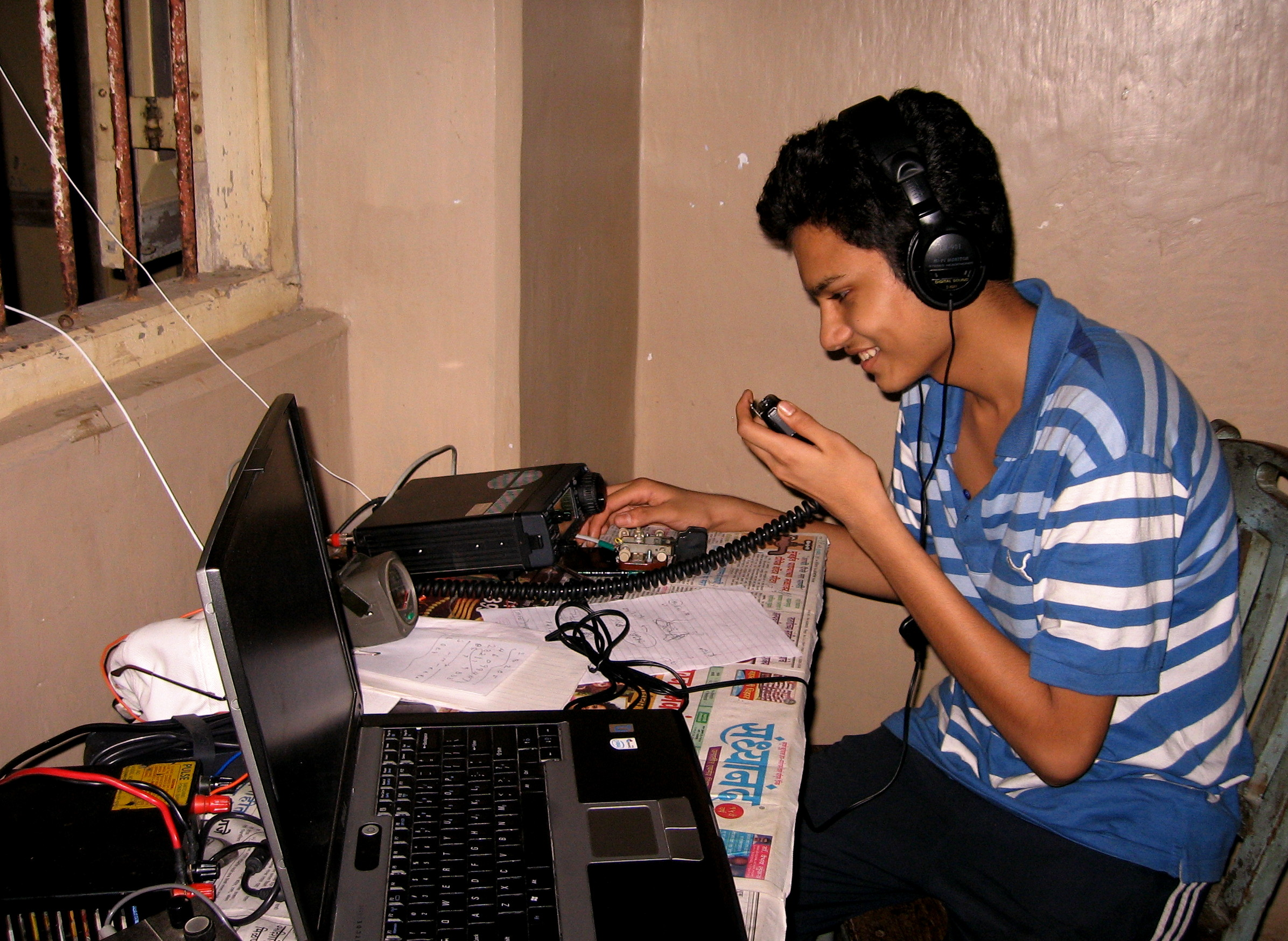
Un operador treballant en HF
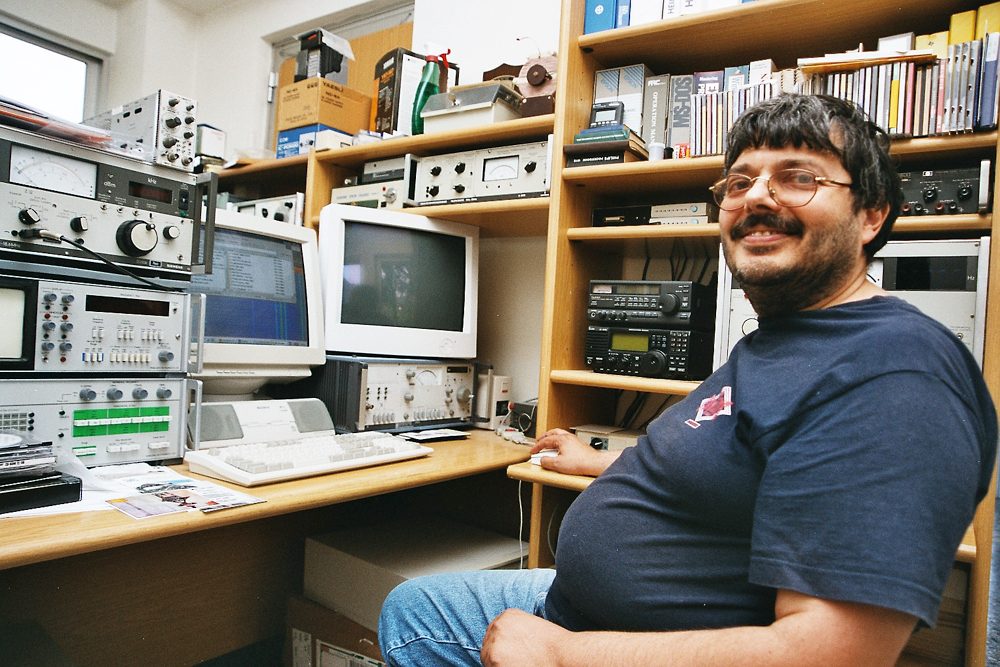
Estació de ràdio amateur equipada per a la recepció de senyals VLF.
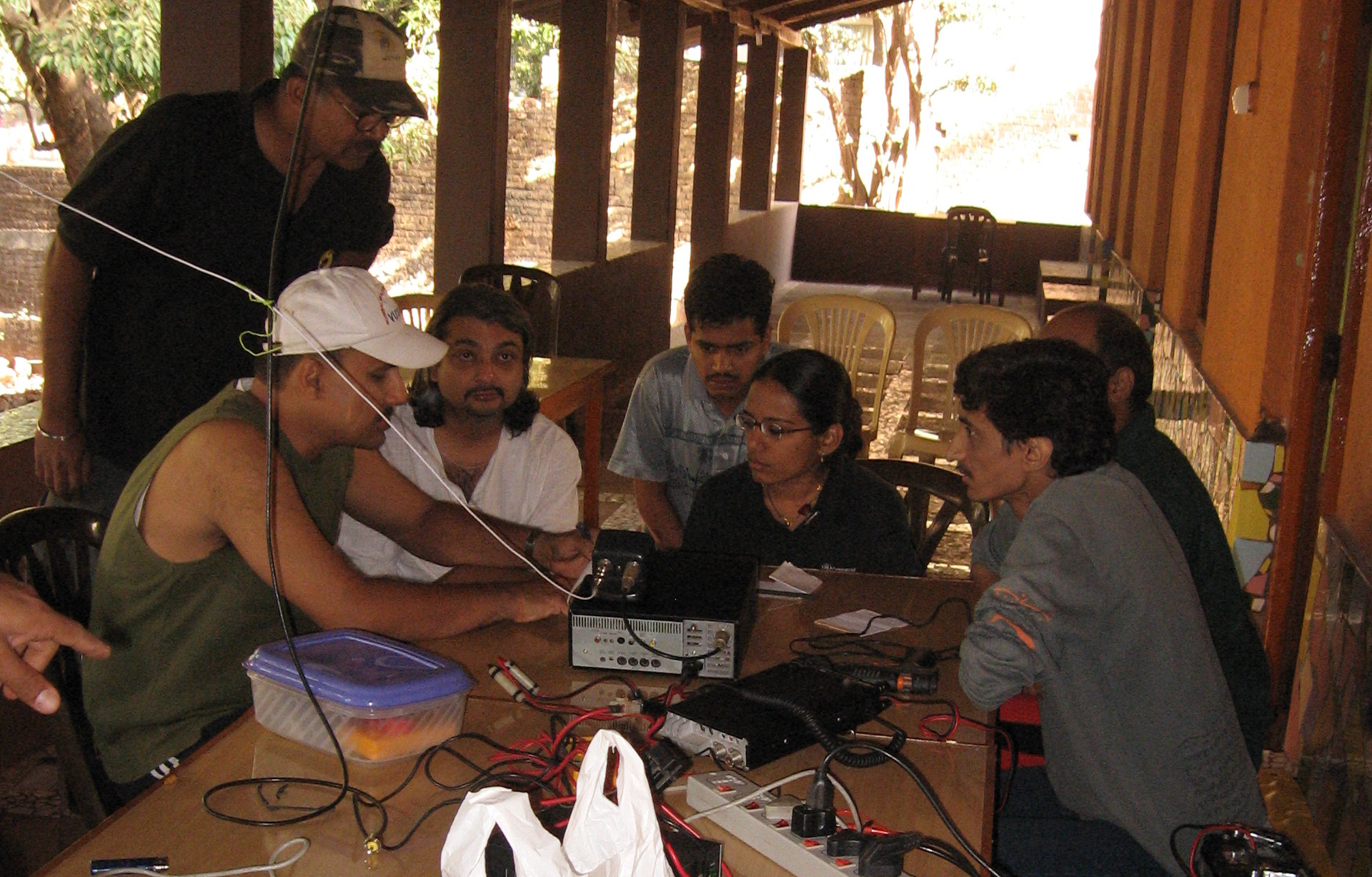
Estudiants de ràdio amateur